# IC 4094/1
IC 4094/1 је спирална галаксија у сазвијежђу Ловачки пси која се налази на листи објеката дубоког неба у Индекс каталогу.
Деклинација објекта је + 37° 47' 43" а ректасцензија 13h 1m 58,5s. Привидна величина (магнитуда) објекта IC 4094 износи 15,4 а фотографска магнитуда 16,2. IC 40941 је још познат и под ознакама NPM1G +38.0271, PGC 2109709.